# Brgule, Tuzla
Brgule (Бргуле) är en by i kommunen Tuzla i kantonen Tuzla i nordöstra Federationen Bosnien och Hercegovina. År 2013 hade byn 152 invånare.